# Cantó de Sablé-sur-Sarthe
El cantó de Sablé-sur-Sarthe és un cantó francès del departament de Sarthe, situat al districte de La Flèche. Té 9 municipis i el cap es Sablé-sur-Sarthe.

## Municipis
- Asnières-sur-Vègre
- Auvers-le-Hamon
- Avoise
- Courtillers
- Juigné-sur-Sarthe
- Louailles
- Notre-Dame-du-Pé
- Parcé-sur-Sarthe
- Pincé
- Précigné
- Sablé-sur-Sarthe
- Solesmes
- Souvigné-sur-Sarthe
- Vion

## Història
| Data d'elecció                           | Identitat       | Partit                     | Qualitat |
| ---------------------------------------- | --------------- | -------------------------- | -------- |
| 1945-1967                                | Robert d'Ussel  | RPF, després divers droite |          |
| 1967-1981                                | Joël Le Theule  | UDR, després RPR           |          |
| 1981-1998                                | François Fillon | RPR                        |          |
| 1998-                                    | Pierre Touchard | UMP                        |          |
| les dades anteriors no són pas conegudes |                 |                            |          |
|                                          |                 |                            |          |

## Demografia
| A partir de 1990: Població sense dobles comptes |